# جيمس بي. ماكنزي
جيمس بي. ماكنزي (بالإنجليزية: James B. McKenzie)‏ هو منتج مسرحي ‏ أمريكي، ولد في 1 مايو 1926 في أبلتون في الولايات المتحدة، وتوفي في 20 فبراير 2002.

## وصلات خارجية
- جيمس بي. ماكنزي على موقع قاعدة بيانات برودواي على الإنترنت (الإنجليزية)